# Башкирский фарфор
ООО «Башкирский Фарфор» (или просто Башкирский Фарфор), ранее «Башкирский завод фарфоровых изделий», «Октябрьский завод фарфоровых изделий»."Башкирский фарфор" — один из крупнейших в России заводов по производству профессиональной посуды из фарфора для сегмента HoReCa. Расположен в городе Октябрьский, Республика Башкортостан. Завод основан в 1963 году. Производит профессиональный фарфор под торговыми марками «SEILER PORCELAIN» и «Башкирский Фарфор». Кроме того, выпускает продукцию для широкого потребителя: посуду для дома, сервизы, а также сувенирную продукцию.

## Современная история завода
В 2007 году в процессе модернизации предприятие  было возрождено, а завод оснащен новыми печами и современным оборудованием производства Германии и Франции. 
В 2012 году была произведена полная реструктуризация производства и оптимизация маркетинговой политики. Завод получил лицензию на изготовление профессионального немецкого фарфора под маркой «SEILER PORCELAIN», что позволяет существенно снизить цену на готовую продукцию за счет оптимизации затрат на логистику и транспортировку. К управлению предприятием пришел молодой интернациональный коллектив современных менеджеров.

## Технологии
Фарфоровые изделия торговых марок «SEILER PORCELAIN» и «Башкирский Фарфор» производятся на современном оборудовании немецкой фирмы «SAMA» и французской фирмы «ELMECERAM». Изделия изготавливаются из высококачественного сырья, поставляемого немецкой фирмой «IMERYS TABLEWARE». Обжиг изделий производится при температуре (1400 °C), что дает возможность получить твердый фарфор, имеющий высокую термостойкость от +250 °C до 0 °C. Все изделия имеют толстые стенки 3-3,5 мм, что значительно повышает эксплуатационные свойства. Они имеют большую механическую прочность и долго сохраняют температуру блюда или напитка. Слой глазури, наносимый на фарфор, имеет толщину 0,2-0,25 мм, что придает изделию идеально гладкую поверхность и красивый внешний вид. 
Вся продукция сертифицирована и соответствует требованиям «Госстандарта России» и стандартам Германии.

## Торговый дом
В конце 2012 года был образован «Торговый дом «Башкирский Фарфор» для продвижения торговых марок «SEILER PORCELAIN» и «Башкирский Фарфор» на территории РФ.